# محمد قسيم فهيم
محمد قسيم فهيم (بالدرية: محمد قسيم فهيم، المعروف باسم المارشال فهيم؛ حوالي 1957 – 9 مارس 2014) كان قائد عسكري وسياسي أفغاني شغل منصب نائب رئيس أفغانستان من يونيو 2002 حتى ديسمبر 2004 ومن نوفمبر 2009 حتى وفاته. كان يعتبر شخصية قوية ومؤثرة خلال إدارة كرزاي.
كان فهيم مرتبطًا بحزب "الجمعية الإسلامية" (شوراي نظار) التابع لأحمد شاه مسعود واستولى على العاصمة الأفغانية كابل في خريف عام 2001 من حكومة طالبان كقائد عسكري للتحالف الشمالي. بين ديسمبر 2001 وديسمبر 2004، شغل منصب وزير الدفاع في الحكومة الانتقالية الأفغانية. في عام 2004، منح الرئيس حامد كرزاي فهيم لقب المارشال التشريفي وبعد عام، أصبح عضواً في مجلس الشيوخ. أصبح بعد ذلك حائزًا على ميدالية أحمد شاه بابا. توفي فهيم لأسباب طبيعية في عام 2014؛ أعلن الرئيس ثلاثة أيام من الحداد الوطني تكريمًا له.